# Anagyrus quilmes
Anagyrus quilmes  (лат.) — вид мелких паразитических хальцидоидных наездников рода Anagyrus из семейства Encyrtidae. Южная Америка: Аргентина.

## Описание
Длина тела около 1 мм. Жгутик усиков 6-члениковый. Мандибулы 2-зубые. Паразитируют на мучнистых червецах (Hemiptera: Pseudococcidae: Hypogeococcus), например, на таких как Hypogeococcus pungens Granara de Willink, развивающихся на растениях Alternanthera paronychioides, A. pungens и Gomphrena sp. (Amaranthaceae).